# Villabrázaro
Villabrázaro è un comune spagnolo di 352 abitanti situato nella comunità autonoma di Castiglia e León.

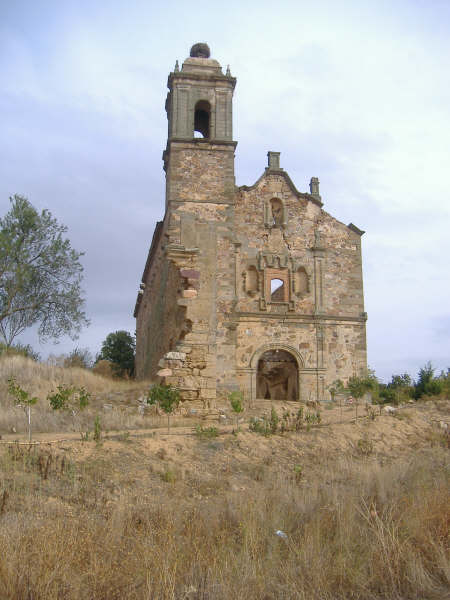
Convento Nuestra Señora del Valle.